# 临泽站
临泽站，位于中华人民共和国甘肃省张掖市临泽县沙河镇，是兰新铁路上的火车站，建于1955年，由兰州铁路局管辖。

## 車站周邊
- 中国移动西关营业厅
- 临泽县人民法院
- 中国电信沙河南营业厅
- 临泽县农业税收征收管理局
- 中国工商银行临泽支行
- 中国农业银行临泽县支行
- 中国农业发展银行临泽县支行
- 中国建设银行临泽支行
- 临泽县人民医院

## 歷史
- 建于1955年。

## 外部連結
- 中国铁路客户服务中心（页面存档备份，存于）